# DS프라이빗에쿼티
DS프라이빗에쿼티(DS Private Equity)는 대한민국의 사모펀드 운용사이자 DS자산운용의 관계회사이다. 기술, 헬스케어, 소비재, 금융 서비스, 인프라 및 에너지 산업에 집중한다.

## 역사
2021년 3월에 설립되었다.

## 투자
- 루마니아의 소형모듈원전(SMR) 사업에 참여하기 위해 루마니아 정부로부터 예비국가 보안허가를 획득했다. 이 허가는 로파워 뉴클리어의 지분 33.33%를 인수하기 위한[3]

## 같이 보기
- DS투자증권